# ایستگاه نیهومباشی
ایستگاه نیهومباشی (به لاتین: Nihombashi Station) یک ایستگاه قطار و ایستگاه مترو در ژاپن است که در نیهون‌باشی واقع شده‌است.